# العلاقات الأردنية الرومانية
العلاقات الأردنية الرومانية هي العلاقات الثنائية التي تجمع بين الأردن ورومانيا.

## مقارنة بين البلدين
هذه مقارنة عامة ومرجعية للدولتين:
| وجه المقارنة                                              | الأردن                   | رومانيا                                                                               |
| --------------------------------------------------------- | ------------------------ | ------------------------------------------------------------------------------------- |
| المساحة (كم2)                                             | 89.34 ألف                | 238.40 ألف                                                                            |
| عدد السكان (نسمة)                                         | 9.81 مليون               | 19.59 مليون                                                                           |
| الكثافة السكانية (ن./كم²)                                 | 109.81                   | 82.17                                                                                 |
| العاصمة                                                   | عمان                     | بوخارست                                                                               |
| اللغة الرسمية                                             | اللغة العربية            | اللغة الرومانية                                                                       |
| العملة                                                    | دينار أردني              | ليو روماني                                                                            |
| الناتج المحلي الإجمالي (بليون دولار)                      | 40.07 مليار              | 211.80 مليار                                                                          |
| الناتج المحلي الإجمالي (تعادل القوة الشرائية) بليون دولار | 82.80 مليار              | 465.56 مليار                                                                          |
| الناتج المحلي الإجمالي الاسمي للفرد دولار أمريكي          | 4.94 ألف                 | 9.47 ألف                                                                              |
| الناتج المحلي الإجمالي للفرد دولار أمريكي                 | 12.05 ألف                | 23.63 ألف                                                                             |
| مؤشر التنمية البشرية                                      | 0.748                    | 0.793                                                                                 |
| رمز المكالمات الدولي                                      | +962                     | +40                                                                                   |
| رمز الإنترنت                                              | .jo                      | .ro                                                                                   |
| المنطقة الزمنية                                           | ت ع م+02:00، ت ع م+03:00 | ت ع م+02:00، ت ع م+03:00، أوروبا/بوخارست ‏، توقيت شرق أوروبا، توقيت شرق أوروبا الصيفي ‏ |

## مدن متوأمة
في ما يلي قائمة باتفاقيات التوأمة بين مدن أردنية ورومانية:
- ترتبط إربد مع ياش باتفاقية توأمة.
- ترتبط جرش مع Orăștie [الإنجليزية]‏ باتفاقية توأمة.
- ترتبط عمان مع بوخارست باتفاقية توأمة منذ 1995.[19][19][19][19]

## منظمات دولية مشتركة
يشترك البلدان في عضوية مجموعة من المنظمات الدولية، منها:
| علم المنظمة | اسم المنظمة                               | تاريخ انضمام الأردن | تاريخ انضمام رومانيا |
| ----------- | ----------------------------------------- | ------------------- | -------------------- |
|             | مؤسسة التنمية الدولية                     | 4 أكتوبر 1960       | 12 أبريل 2014        |
|             | يونسكو                                    | 14 يونيو 1950       | 27 يوليو 1956        |
|             | مؤسسة التمويل الدولية                     | 20 يوليو 1956       | 23 سبتمبر 1990       |
|             | منظمة حظر الأسلحة الكيميائية              | ?                   | ?                    |
|             | الأمم المتحدة                             | 14 ديسمبر 1955      | 14 ديسمبر 1955       |
|             | الاتحاد الدولي للاتصالات                  | 20 مايو 1947        | 9 فبراير 1866        |
|             | منظمة الشرطة الجنائية الدولية             | ?                   | ?                    |
|             | البنك الدولي للإنشاء والتعمير             | 29 أغسطس 1952       | 15 ديسمبر 1972       |
|             | الاتحاد البريدي العالمي                   | ?                   | ?                    |
|             | المركز الدولي لتسوية المنازعات الاستشارية | 29 نوفمبر 1972      | 12 أكتوبر 1975       |
|             | وكالة ضمان الاستثمار متعدد الأطراف        | 12 أبريل 1988       | 10 سبتمبر 1992       |
|             | منظمة التجارة العالمية                    | ?                   | 1995                 |

## وصلات خارجية
- موقع وزارة الخارجية الأردنية
- موقع وزارة الخارجية الرومانية